# Nisko frekventno kolektivno kretanje u proteinima i DNK
Nisko frekventno kolektivno kretanje u proteinima i DNK je primena statističke termodinamike u izučavanju nisko frekventnih vibracija biomolekula.
Koncept nisko frekventnih fonona (ili unutrašnjeg kretanja) u proteinima je originalno predložen radi rešavanja problema deficita slobodne energije u proteinskom vezivanju. Tokom izučavanja interacija vezivanja proteina, npr. insulina i insulinskog receptora, primećeno je da primena uobičajenih komponenti promene slobodne energije, kao što su translaciona i rotaciona entropija, vodonično vezivanje, van der Valsove interakcije, i hidrofobne interakcije, ne objašnjavaju u potpunosti promenu slobodne energije reakcije. Jedan od pristupa za objašnjavanje deficita je da dolazi do dolazi do formiranja dodatnih vibracionih modova sa veoma niskim talasnim brojem u opsegu od 10–100 −1, koji odgovara frekventnom opsegu od 3×1011 do 3×1012 .
Nisko frekventni modovi su uočeni primenom Ramanove spektroskopije kod niza proteinskih molekula i različitih tipova DNK. Ovi rezultati su dodatno potvrđeni putem eksperimenata neutronskog rasejavanja.